# فريدون بوكر
فريدون بوكر (بالتركية: Feridun Buğeker)‏، من مواليد 5 أبريل 1933، وتوفي بتاريخ 6 أكتوبر 2014، لاعب كرة قدم تركي سابق، كان يلعب مركز مهاجم، شارك مع زملائه في نهائيات كأس العالم 1954.